# Resolutie 2048 Veiligheidsraad Verenigde Naties
Resolutie 2048 van de Veiligheidsraad van de Verenigde Naties werd unaniem aangenomen door de VN-Veiligheidsraad op 18 mei 2012 en legde een reisverbod op tegen een aantal hooggeplaatste militairen uit Guinee-Bissau die op 12 april 2012 een staatsgreep hadden gepleegd.

## Achtergrond
Guinee-Bissau werd in 1973 onafhankelijk van Portugal en kende in 1994 voor het eerst verkiezingen. In 1998 kwam het leger echter in opstand, werd de president afgezet en ontstond de Guinee-Bissause burgeroorlog. Uiteindelijk werden pas eind 1999 nieuwe presidentsverkiezingen gehouden. In 2003 werd hij na een chaotische regeerperiode door het leger afgezet. In 2004 leidde muiterij in het leger tot onrust in het land. Nieuwe presidentsverkiezingen in 2005 brachten de in 1998 afgezette president opnieuw aan de macht. In 2009 werd hij vermoord door soldaten en volgden wederom presidentsverkiezingen. In 2010 was er onrust binnen het leger en in 2011 een couppoging tegen de nieuwe president. Die lag op dat moment met een slechte gezondheid in een Frans ziekenhuis en stierf daar in 2012. Er werden wederom verkiezingen uitgeschreven waarvoor vreedzaam campagne werd gevoerd. In april 2012 pleegde een deel van het leger echter een staatsgreep en werd onder meer de interim-president vastgezet. De verkiezingen werden vervolgens afgelast en er werd een militair bewind gevestigd.

## Inhoud

### Waarnemingen
De Veiligheidsraad veroordeelde de staatsgreep in Guinee-Bissau en het "militaire commando" dat door de daders werd opgericht. Ook de internationale gemeenschap, waaronder de AU, de ECOWAS, de CPLP, de EU en de VN-vredesopbouwcommissie, hadden de staatsgreep al veroordeeld. De ECOWAS poogde te bemiddelen in het conflict. De overheid van het land had de Veiligheidsraad gevraagd te reageren. Intussen waren een aantal gevangen functionarissen, onder wie de president en de premier, opnieuw vrijgelaten. Het "militaire commando" weigerde echter in te gaan op de eisen om de grondwettelijke orde en de legitieme overheid te herstellen en het onderbroken verkiezingsproces te hervatten. De staatsgreep had de humanitaire- en economische situatie van Guinee-Bissau verslechtert en drugshandel en georganiseerde misdaad in de regio in de hand gewerkt.

### Handelingen
De Veiligheidsraad eiste dat het militaire commando de grondwettelijke orde en het verkiezingsproces herstelde, alle soldaten terug naar hun barakken stuurde en dat de leden hun overheidsfuncties afstonden. De ECOWAS werd gevraagd verder te bemiddelen, en de secretaris-generaal om hier een actieve rol in te gaan spelen.

#### Reisverbod
De lidstaten moesten de personen in bijlage en deze opgelijst door het nieuwe sanctiecomité van hun grondgebied weren.

#### Criteria
Personen die het herstel van de grondwettelijke orde in de weg stonden, de stabiliteit van Guinee-Bissau ondermijnden, hieraan meewerkten of financiële steun verleenden zouden op deze lijst komen.

#### Nieuw sanctiecomité
Om toe te zien op deze maatregel en de lijst te onderhouden werd een comité opgericht dat bestond uit alle leden van de Veiligheidsraad.

### Bijlage
In bijlagen werden vijf hoge militairen vermeld die verantwoordelijk waren geweest voor de staatsgreep en deel uitmaakten van het "militair commando".

## Verwante resoluties
- Resolutie 1949 Veiligheidsraad Verenigde Naties (2010)
- Resolutie 2030 Veiligheidsraad Verenigde Naties (2011)
- Resolutie 2092 Veiligheidsraad Verenigde Naties (2013)
- Resolutie 2103 Veiligheidsraad Verenigde Naties (2013)

Lijst ·  2033 ·  2034 ·  2035 ·  2036 ·  2037 ·  2038 ·  2039 ·  2040 ·  2041 ·  2042 ·  2043 ·  2044 ·  2045 ·  2046 ·  2047 ·  2048 ·  2049 ·  2050 ·  2051 ·  2052 ·  2053 ·  2054 ·  2055 ·  2056 ·  2057 ·  2058 ·  2059 ·  2060 ·  2061 ·  2062 ·  2063 ·  2064 ·  2065 ·  2066 ·  2067 ·  2068 ·  2069 ·  2070 ·  2071 ·  2072 ·  2073 ·  2074 ·  2075 ·  2076 ·  2077 ·  2078 ·  2079 ·  2080 ·  2081 ·  2082 ·  2083 ·  2084 ·  2085